# Pont Sublicius

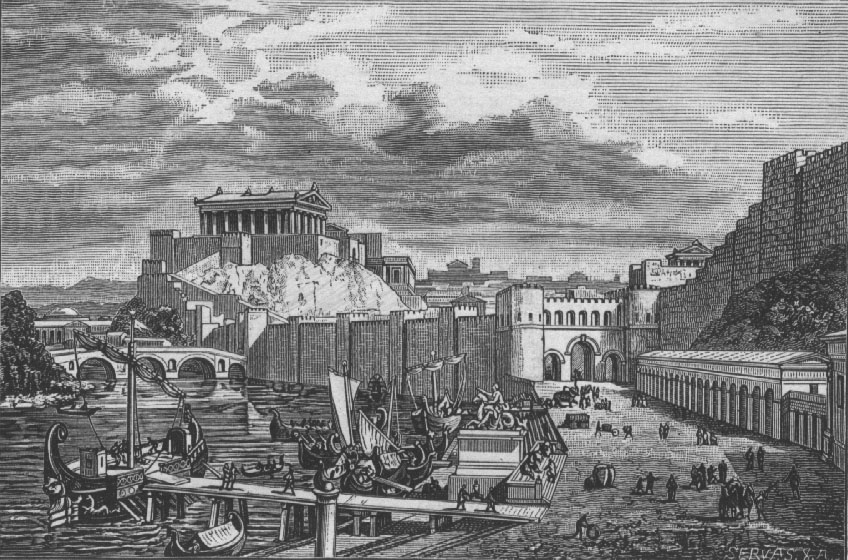
Dessin du site du pont, par Friedrich Polack, avec la Porte Trigémine dans le mur Servien et le temple de Jupiter Capitolin en fond, tout cela au bord du Tibre.

Le pont Sublicius (le terme Sublica viendrait de la langue des Volsques qui signifierait « planches de bois »), ou le Sublice, est à la fois le premier et le plus ancien pont de Rome. Il se situe en aval de l’île Tibérine, entre le Forum Boarium (Vélabre) et le Transtiberim.
Il correspond à un ancien gué qui favorisait le commerce du sel acheminé par la Via Salaria tracée par les Sabins au IIe millénaire av. J.-C., et la Via Campana (en).
Il est construit au-dessus du Tibre, prétendument sous le règne d’Ancus Marcius (640 à 616 av. J.-C.),,. Il est détruit plusieurs fois et toujours reconstruit en bois, sans métal,,, pour des raisons tant religieuses que stratégiques (il fallait qu'il puisse être démonté rapidement, comme lors de l'épisode légendaire d'Horatius Coclès). Sa dernière destruction date de l’an 69.
Il est à la charge du collège des pontifes, sa préservation est une question de religion et des dégâts provoqués par des inondations sont considérés comme un (mauvais) présage, ce qui est assez fréquent, mais le pont est toujours réparé et il est encore là au plus tard au Ve siècle.

## Épisode légendaire
Lors de la guerre opposant les Romains aux Étrusques du Lars Porsenna, au début de la République (507 av J.-C.), Horatius Coclès, un Romain, se mit en rempart sur le pont Sublicius pour empêcher l’accès de Rome aux ennemis. Après l'avoir franchi, il donne l’ordre de briser le pont par tous les moyens possibles et force les derniers guerriers étrusques à se replier. Lorsque le pont se fracasse, le héros se jette dans le Tibre tout armé et rejoint ses camarades à la nage,,,.

Première bataille entre Porsenna et les Romains de la prise du camp romain du Janicule jusqu'à l'exploit d'Horatius Coclès et la destruction du Pont Sublicius.

## Caius Gracchus sur le pont
C'est le pont sur lequel se dirige Caius Gracchus après l'assassinat de son frère, et après qu'il eut été lui-même condamné à mort par le Sénat romain. Deux de ses amis font barrage à l'entrée du pont jusqu'à ce qu'ils tombent morts, et il réussit à s'échapper. Il meurt toutefois peu après assassiné par l'un de ses esclaves.